# Sophie Martin
Pour les articles homonymes, voir Sophie Martin (homonymie) et Martin.
 (août 2010).
Si vous disposez d'ouvrages ou d'articles de référence ou si vous connaissez des sites web de qualité traitant du thème abordé ici, merci de compléter l'article en donnant les références utiles à sa vérifiabilité et en les liant à la section « Notes et références ».
Sophie Martin est une soprano québécoise.

## Biographie
Sophie Martin a reçu un prix avec grande distinction au niveau Concours en chant du Conservatoire de musique de Montréal dans la classe de Gabrielle Lavigne en 2009.
Dans le cadre de l’atelier d’opéra du Conservatoire, elle a incarné les rôles de Barbarina (Nozze di Figaro de Mozart), Noémie (Le Testament de la tante Caroline d'Albert Roussel), Paulina (Hermione et le temps de Denis Gougeon), Lauretta (Gianni Schicchi de Puccini), Conception (L'Heure espagnole de Ravel) et Angélique (Angélique de Jacques Ibert).
En avril 2008, elle a chanté Gabriel dans Die Schöpfung de Haydn sous la direction de Louis Lavigueur. En décembre 2006, elle a interprété L’Ange dans Laude per la Natività del Signore d’Ottorino Respighi sous la direction de Louis Lavigueur. Dans le cadre du Festival Luigi Nono organisé par le Conservatoire de musique de Montréal, elle a interprété l’œuvre La Fabbrica illuminata pour soprano et bande magnétique. Gagnante du Concours Jeunes artistes 2007 de Radio-Canada, elle a été entendue sur les ondes d'Espace musique de Radio-Canada. En 2009, elle a reçu le deuxième prix au Concours Mozart et cie organisé par la Sinfonia de Lanaudière. En 2010, elle a incarné Gianetta (Elisir d’amore de Donizetti) au Southminster Festival d’Ottawa. En avril 2010,  elle a chanté la partie de soprano solo dans Les Vêpres de la Vierge de Gilles Tremblay produit par la SMCQ. Ce concert a été en radio-diffusion sur les ondes de Radio-Canada et se retrouve sur le site internet d’Espace musique.
Récipiendaire de plusieurs prix et mentions[évasif], elle a reçu la bourse Pierre Mollet pour son Prix avec grande distinction et la Bourse Wilfrid-Pelletier pour ses résultats scolaires au niveau supérieur I au Conservatoire de musique de Montréal. Elle poursuivit des études en piano dans la classe de Raoul Sosa.